# Ponte Ferroviária do Jamor
A Ponte Ferroviária do Jamor é uma infra-estrutura ferroviária da Linha de Cascais, situada na atual Freguesia de Algés, Linda-a-Velha e Cruz Quebrada-Dafundo, em Portugal.

## História
A construção da ponte foi adjudicada à Empresa Industrial Portugueza pelo valor de 56.945$000 réis, e em Abril de 1896 já estavam a decorrer as obras, prevendo-se que então estaria concluída dentro de um período de cinco meses. Esta ponte insere-se no lanço entre Cascais e Pedrouços, que foi inaugurado em 30 de Setembro de 1889, tendo o tramo entre Caxias sido aberto desde logo com via dupla. No entanto, apenas após alguns dias de serviço, uma cheia no Rio Jamor provocou a queda dos pilares desta ponte, interrompendo a circulação ferroviária, pelo que os passageiros tiveram de fazer transbordo na estação de Cruz Quebrada, sendo a travessia sobre o rio feita por uma ponte improvisada de madeira.
Em 1897, já tinha sido sido alvo de obras de renovação, por parte da Companhia Real dos Caminhos de Ferro Portugueses.
Em 1938, estava planeado um desvio no traçado da Linha de Cascais desde o Cais do Sodré até um ponto entre a Cruz Quebrada e Caxias, sendo a passagem do Rio Jamor feita mais a Norte, por um viaduto, enquanto que o traçado antigo iria ser aproveitado para uma estrada marginal entre Santo Amaro e a Cruz Quebrada.